# Главное управление Северного морского пути
Главное управление Северного морского пути (Главсевморпуть, ГУСМП) — государственная организация, созданная в 1932 году для народно-хозяйственного освоения Арктики и обеспечения судоходства по Северному морскому пути.
До 1946 года — Главное управление при Совнаркоме СССР, с 1946 по 1953 год — Главное управление при Совете Министров СССР, с 1953 по 1964 год — Главное управление при Министерстве морского транспорта СССР. Ликвидировано в 1964 году, а в 1970 году была образована Администрация Северного морского пути при Министерстве морского флота СССР, в РФ при Федеральном агентстве морского и речного транспорта. Летом 2022 года создаётся ФГБУ «Главное управление Северного морского пути» при «Росатоме», к которому перешли функции «Администрации Северного морского пути».

## История

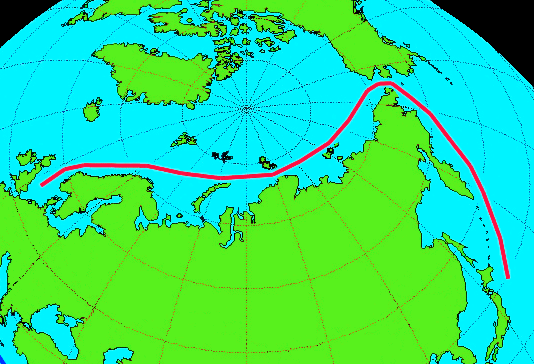
Схема Северного морского пути

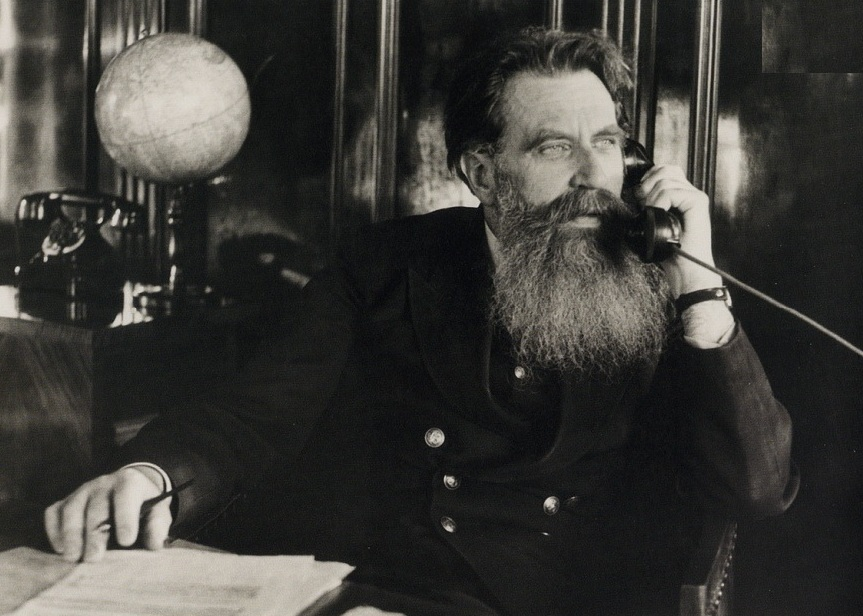
Первый руководитель Главсевморпути Отто Юльевич Шмидт (фото 1936 года)

Первой организацией, созданной для изучения возможностей морских перевозок в Арктике и их дальнейшего практического использования, стал Комитет Северного морского пути, образованный 23 апреля 1919 года постановлением Совета Министров Российского правительства Верховного правителя адмирала А. В. Колчака. Председателем КСМП был назначен сибирский золотопромышленник и полярный исследователь С. В. Востротин. Главной задачей Комитета было создание устойчивой морской связи Сибири с западноевропейскими портами по Северному Ледовитому океану для развития внешней торговли.
В 1920 году постановлением Сибирского Революционного Комитета белый КСМП был преобразован в советский «Комсеверпуть». 15 июня 1928 года этот орган был преобразован в Северо-Сибирское государственное акционерное общество «Комсеверпуть» и передан Наркомату внешней и внутренней торговли СССР, а с марта 1932 года стал Всесоюзным экспортно-импортным и транспортно-промышленным объединением.
Летом—осенью 1932 года экспедиция под руководством О. Ю. Шмидта на ледоколе «Сибиряков» впервые прошла Северным морским путём из Архангельска до Берингова пролива за одну навигацию. По результатам этой экспедиции высшему руководству страны был подготовлен доклад о возможности использования северного морского маршрута для развития промышленности и инфраструктуры севера СССР. Для этой цели было предложено создать единую организацию, которая занималась бы не только развитием транспортной системы, но и промышленностью, северными промыслами, строительством портовых сооружений, организацией постоянно действующих радио- и гидрометеорологических станций, созданием больниц и школ для местного населения.
17 декабря 1932 года было образовано Главное управление Северного морского пути при Совете Народных Комиссаров СССР (сокращённо Главсевморпуть). Руководителем Управления был назначен О. Ю. Шмидт, его заместителями — М. И. Шевелёв (вопросы связанные с морским и воздушным транспортом) и Г. А. Ушаков (радио- и гидрометеорологические службы, организация научных исследований). В дальнейшем были организованы территориальные управления Главсевморпути в Мурманске, Архангельске, Владивостоке. Были созданы ледокольный и транспортный флоты. В Мурманске построен судоремонтный завод Севморпути. В марте 1933 года «Комсеверпуть» был подчинён Главсевморпути .
В 1934 году была определена территория деятельности Главсевморпути: острова и моря Северного ледовитого океана в европейской части страны и территории севернее 62° северной широты — в азиатской части. В 1935 году в структуре ГУСМП создали территориальные управления: Ленинградское, Мурманское, Архангельское, Омское, Красноярское, Якутское, Дальневосточное. В 1938 году их расформировали.
В марте 1953 года Главсевморпути был понижен статус и организация оказалась подчинена Министерству морского и речного флота. В следующем 1954 году министерство разделили на речное и морское, где и оказался ГУСМП. При этом ряд подразделений Главсеморпути перешли в ведение Министерства речного флота. В 1957 году из ГУСМП передали другим ведомствам: Мурманское и Владивостокское арктические пароходства, арктические порты, объединения «Арктикуголь», «Арктикпроект», НИИ геологии Арктики . В 1960 году Управление полярной авиации Главсевморпути передали в Министерство гражданской авиации.
Главное управление Северного морского пути было ликвидировано в 1964 году. Его  функции перешли Министерству морского флота, Министерству гражданской авиации и Госкомгидромету — туда передали Арктический и антарктический научно-исследовательский институт и полярные станции.
В 1970 году была образована Администрация Северного морского пути при Министерстве морского флота СССР, ставшая приемником ГУСМП. После распада СССР и начавшегося процесса массовой приватизации штабы морских операций (навигационные службы), посредством которых Администрация Севморпути руководила судоходством, оказались в частной собственности, так как находились в составе акционированных пароходств. При этом ледокольный флот продолжил оставаться в государственной собственности. Фактическая деятельность по обеспечению судоходства осуществлялась коммерческими негосударственными организациями по договорам с госструктурами. Так продолжалось до 2013 года, в котором было создано Федеральное государственное казенное учреждение «Администрация Северного морского пути»  . В 2022 году организовано ФГБУ «Главное управление Северного морского пути» при «Росатоме», к которому перешли функции «Администрации Северного морского пути», а сама Администрация была переформатирована в Информационно аналитико-статистический центр Росморречфлота. 
В честь Главного управления Северного морского пути назван остров ГУСМП в дельте реки Колымы.